# Норт Њу Хајд Парк (Њујорк)
Норт Њу Хајд Парк (енгл. North New Hyde Park) насељено је место без административног статуса у америчкој савезној држави Њујорк.

## Демографија
По попису из 2010. године број становника је 14.899, што је 357 (2,5%) становника више него 2000. године.
| Група             | 2000.          | 2010.         |
| Белци             | 11.475 (78,9%) | 9.059 (60,8%) |
| Афроамериканци    | 48 (0,3%)      | 108 (0,7%)    |
| Азијати           | 2.157 (14,8%)  | 4.342 (29,1%) |
| Хиспаноамериканци | 707 (4,9%)     | 1.078 (7,2%)  |
| Укупно            | 14.542         | 14.899        |